# 园博苑站
园博苑站（廈門話：/hŋ̍˧˧ pʰɔk̚˥ uan˥˧/）位于中华人民共和国福建省厦门市集美区杏锦路厦门轨道园博苑控制中心旁地下，是厦门地铁1号线的地铁车站。2017年12月31日投入运营。

## 车站结构
园博苑站为地面一层，地下一层车站，与厦门轨道园博苑控制中心联合建设，车站建筑面积为133080平方米。车站地面层为站厅层；地下一层为1号线站台层，岛式站台。
| 地面层   | 出入口、站厅                         | 票务服务、客服中心、进出站闸机 |      |
| 地下一层 | 西北                                 | 1 往岩内方向 （杏林村）        |      |
| 地下一层 | 岛式站台，列车运行方向左侧的车门开启 |                                |      |
| 地下一层 |                                      | 1 往镇海路方向 （集美学村）    | 东南 |